# Satoru Makimura
Satoru Makimura (槇村 さとる?, Makimura Satoru; Katsushika, 3 ottobre 1956) è una fumettista giapponese.
Debuttò nel 1973 con la storia breve Shiroi Tsuioku, è autrice estremamente prolifica, scrive principalmente josei e le sue ambientazioni e tematiche rispecchiano la società moderna con le sue difficoltà e contraddizioni.
Alcune delle sue opere sono state adattate in OAV.

## Stile
Makimura ha uno stile di illustrazione dai tratti sottili e leggeri, dall'aspetto ingannevolmente approssimativo, che contribuisce nel rendere l'indefinitezza di certi stati d'animo del personaggio e del momento e il loro "essere sospesi" in certe situazioni.
Predilige ambientazioni e tematiche contemporanee con protagonisti giovani uomini e donne in carriera, ambiziosi di successo e conoscenza. Personaggi che, soprattutto, costruiscono la propria personalità nel ciclo narrativo e lo fanno un po' per volta a partire da decisioni importanti.
Si cimenta prevalentemente in opere josei e sono molto noti i suoi manga ad ambientazione sportiva.

## Opere
- Houkago (1977)
- Ai no Aranjuez (1978)
- Disco Baby (1978)
- Seishun Shigan (1978)
- Koori no Mirage (1979)
- Dancing Generation (1981)
- Kagami no Naka no Alice (1982)
- NY Bird (1982)
- Diamond Paradise (1984)
- Scandal 8½ (1984)
- Foot Step! (1985)
- Hanjuku Kakumei (1986)
- Shinayaka ni Yoru wa Odoru (1986)
- Berbet Army (1987)
- Shiro no Falucca (1987)
- Mamia na Shijuusoudan (1988)
- Mamia na Shijuusoudan Kanon (1988)
- NG Dandy OK Lady (1988)
- Peanuts Sensen (1989)
- Aka to Ugarashi Monogatari (1990)
- Katte ni Shiyagare! (1990)
- Cocoon Sou 1 x 1 (1991)
- Love Story 19XX (1991)
- Sympathy - Ushinawareta Sasayaki (1991)
- Double Vision (1992)
- Fake (1992)
- Pythagoras no Teiri (1992)
- Crayon no Ou-sama (1993)
- God Bless You (1993)
- Hana no Namae (1993)
- Oishii Kankei (1993)
- Usagi (1993)
- Imagine (1994)
- Borero (1998)
- Do Da Dancin'! (2000)
- Imagine 29 (2000)
- Otenkiyohou (2000)
- Makimura Satoru the Best: Naritai Jibun ni Naru! (2001)
- Koi no Tamago (2002)
- Believe (2004)
- Heroine no Jouken (2005)
- Do Da Dancin'! - Venice Kokusai Hen (2007)
- Real Clothes (2007)
- Yes! (2011)
- Moment - Eien no Isshun (2014)